# Bureau de représentation de Taipei

Statut des missions diplomatiques avec la république de Chine par pays/territoire :
République de Chine
Hébergeant une ambassade de la république de Chine
Hébergeant un bureau de représentation de Taipei
Accréditée auprès d'un bureau extérieur situé dans un autre pays/territoire.
Non accréditée auprès d'un bureau extérieur ; ayant auparavant hébergé une ambassade de la république de Chine
Non accréditée auprès d'un bureau extérieur ; ayant auparavant hébergé un bureau de représentation de Taipei

Un bureau de représentation de Taipei est une mission diplomatique exerçant en tant qu'ambassade de facto de la république de Chine à l'étranger, dans les pays et territoires n'entretenant pas de relations diplomatiques officielles avec cette dernière, généralement au profit de celles avec la république populaire de Chine.
Il peut également être désigné, suivant les pays et territoires d'implantation, en tant que bureau de représentation économique et culturelle de Taipei, bureau de commerce de Taipei, voire bureau de représentation de Taïwan.

## Linguistique
En conséquence de la politique d'une seule Chine régissant les relations diplomatiques officielles des États avec la république populaire de Chine, l'emploi des termes « Taïwan » et « république de Chine » pour les bureaux de représentation taïwanais est réprimandé par les instances de Pékin.
Jusqu'aux années 1980, les termes « Asie de l'Est », « Extrême-Orient », « Chine libre », voire « centre Sun Yat-sen » sont généralement utilisés,. Depuis, le terme « Taipei », capitale de la république de Chine, est plus largement utilisé étant donné sa connotation de souveraineté moindre tout en désignant précisément le territoire taïwanais.
Une grande vague de renommage a ainsi lieu à partir de 2017. Les derniers bureaux de représentation utilisant les termes « Taïwan » et « république de Chine » ont vu leur nom officiel modifié, au profit de l'emploi du terme « Taipei » ; la mission du commerce de Taïwan au royaume de Bahreïn devient le bureau de commerce de Taipei au royaume de Bahreïn en juin 2017, tandis que la mission de commerce de la république de Chine aux Fidji devient le bureau du commerce de Taipei en juillet 2019.
En août 2020, le bureau de représentation au Somaliland nouvellement fondé est officiellement nommé bureau de représentation de Taïwan en république du Somaliland, ce qui en fait alors la première mission diplomatique de ce type à utiliser le terme « Taïwan ». En novembre 2021, l'ouverture d'un bureau de représentation en Lituanie sous le nom officiel bureau de représentation taïwanais en Lituanie affecte drastiquement les relations diplomatiques entre l'État balte et la Chine.

Exemples de dénomination officielle à travers le monde
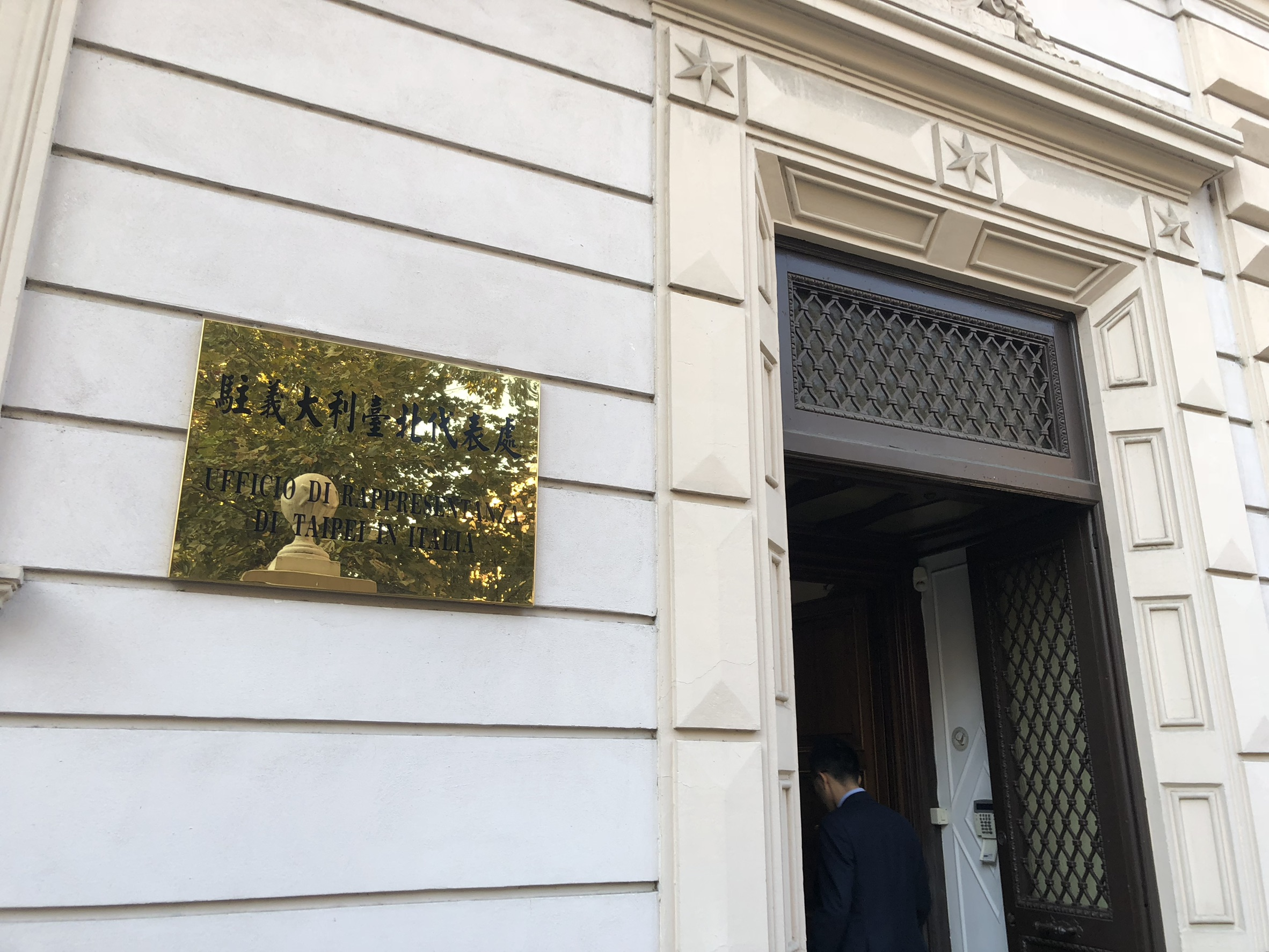
« Bureau de représentation de Taipei » en Italie (2018).
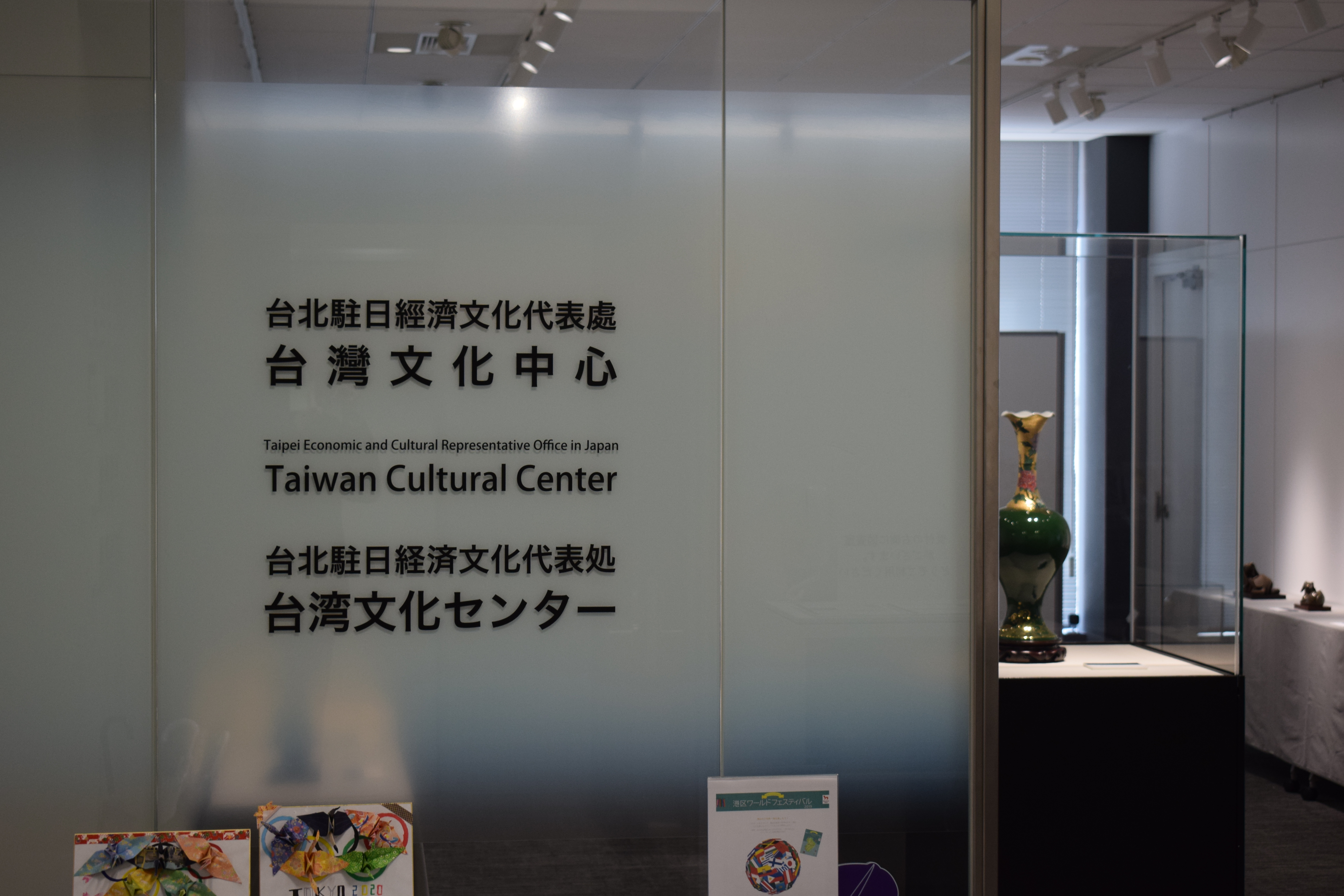
« Bureau de représentation économique et culturelle de Taipei » au Japon (centre culturel, 2019).
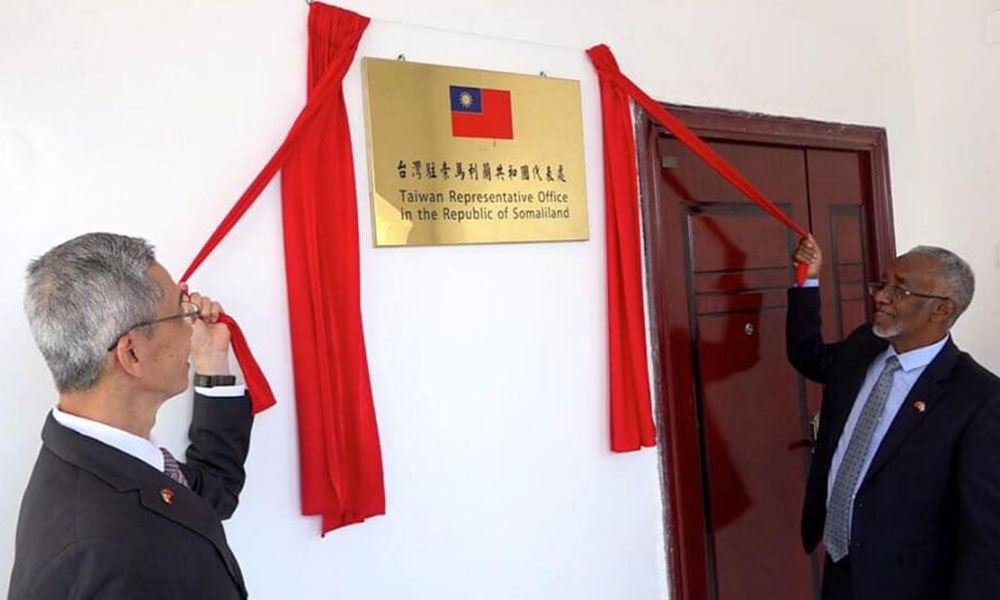
« Bureau de représentation de Taïwan » au Somaliland (2020).
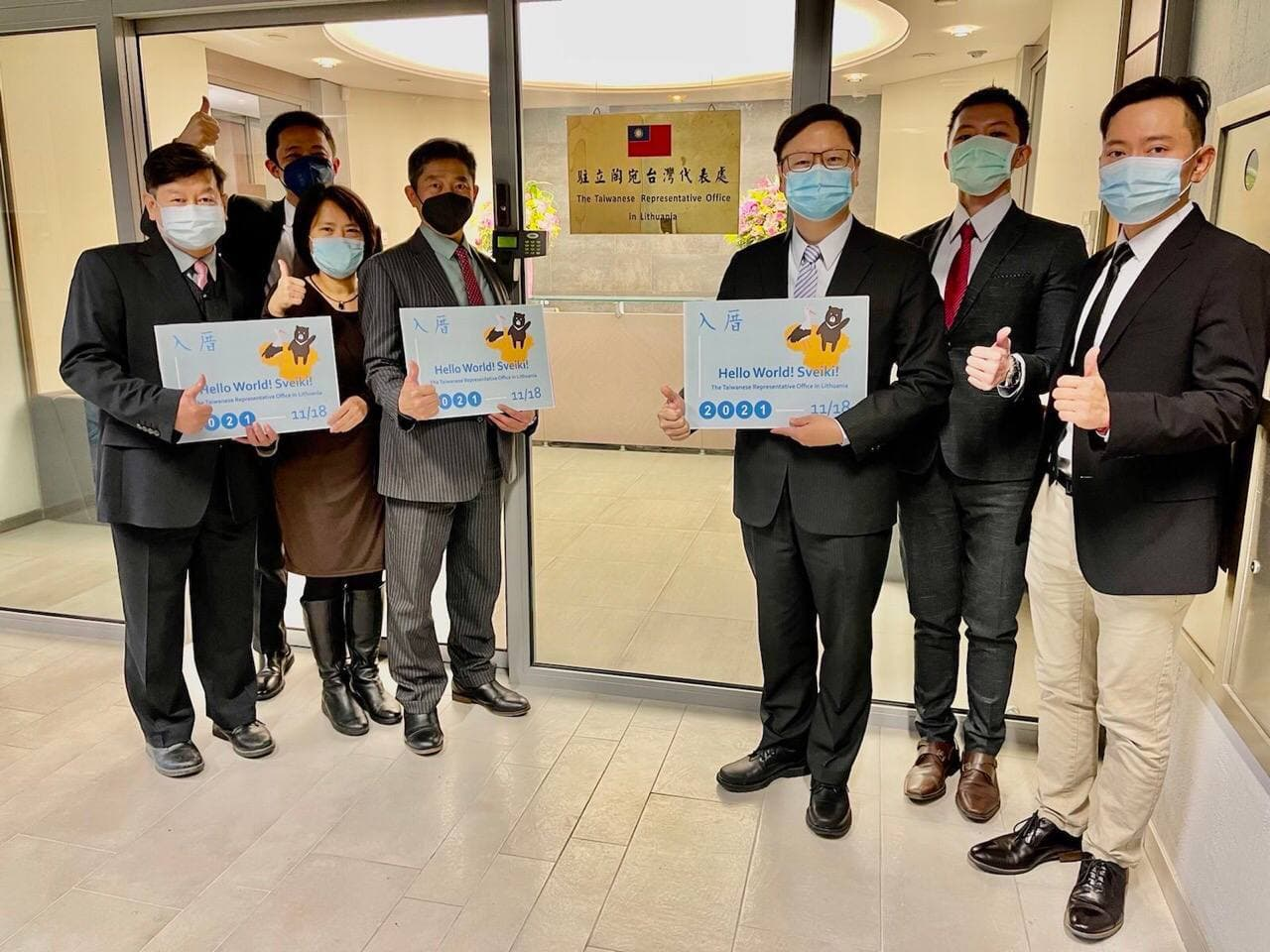
« Bureau de représentation taïwanais » en Lituanie (2021).